# تعليمات متعددة بيانات وحيدة
تعليمات متعددة بيانات وحيدة MISD (Multiple Instruction, Single Data) أي تعليمات متعددة على معلومة واحدة. وميسد هو صنف من أصناف هندسة الحوسبة المتوازية أين تقوم عدة وحدات بإنجاز تعليمات مختلفة على معلومة واحدة.